# Брайтън (Колорадо)
Вижте пояснителната страница за други значения на Брайтън.
Брайтън (на английски: Brighton) е град в окръг Адамс, щата Колорадо, САЩ. Брайтън е с население от 20 905 жители (2000) и обща площ от 44,3 km². Намира се на 1519 m надморска височина. ЗИП кодът му е 80601-80603, а телефонният му код е 303, 720.